# Сайдкар (коктейль)
«Сайдкар» (англ. Sidecar — коляска для мотоцикла) — классический коктейль, традиционно приготавливаемый из коньяка, апельсинового ликёра (Куантро, Grand Marnier или других трипл-секов) и лимонного сока. По ингредиентам напиток наиболее близок к более старому Brandy Daisy, который отличается по сервировке и по пропорциям, в которых смешиваются ингредиенты. Классифицируется как коктейль на весь день (англ. All day cocktail). Входит в число официальных коктейлей Международной ассоциации барменов (IBA), категория «Незабываемые» (англ. Unforgettables).

## История

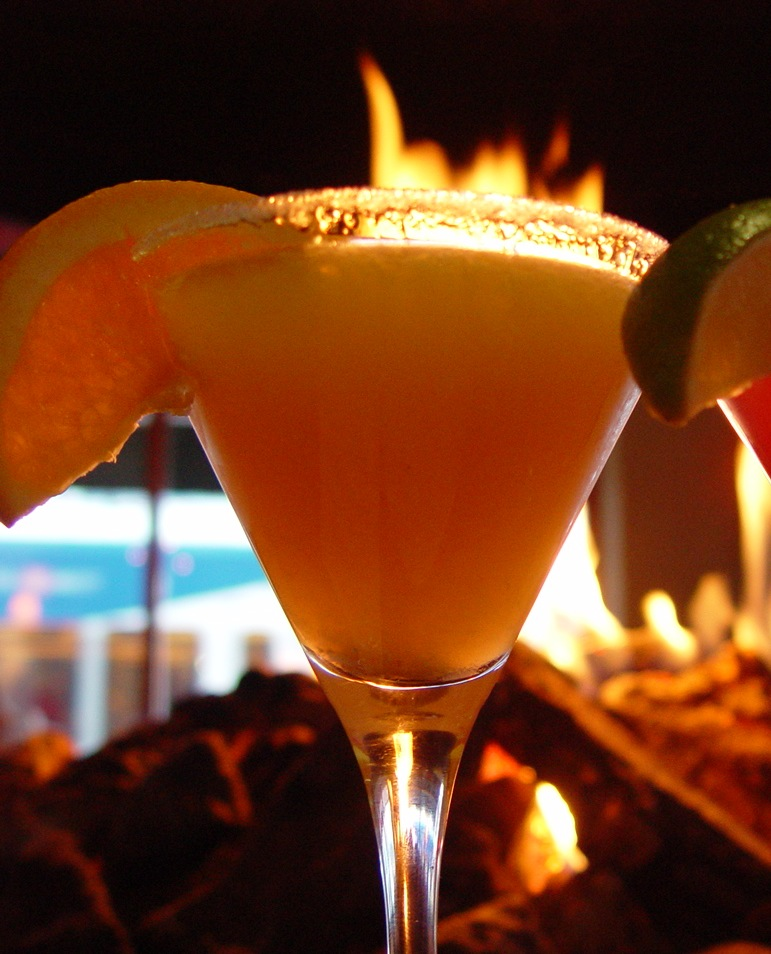

Точное происхождение коктейля неизвестно, но преобладает мнение, что он был придуман в конце Первой мировой войны либо в Лондоне либо в Париже. Отель «Риц» в Париже настаивает на том, что коктейль был придуман в барах отеля. Первое упоминание о «Сайдкаре» встречается в 1922 году в книге Роберта Вермье «Коктейли и как их смешивать»:
Этот коктейль очень популярен по Франции. Он был впервые представлен в Лондоне популярным барменом Пэтом Макгэрри из Buck's Club.
В том же году Харри Макэлхоун о коктейле Sidecar пишет:
Рецепт Макгэрри, популярного бармена Buck's Club, Лондон.

В 1948 году в книге «Изящное искусство смешивания напитков» (англ. The Fine Art of Mixing Drinks) Дэвид Эмбери приводит свою версию:
Этот коктейль — отличный, известный мне пример, как был испорчен великолепный напиток. Он был открыт моим бывшим другом в баре Парижа во время Первой мировой войны, и был назван в честь мотоциклетной коляски, в которой приезжал и уезжал капитан, пивший в маленьком бистро, где напиток был рождён и где ему было дано имя. В действительности он содержал шесть или семь ингредиентов вместо трёх, которые указывают сейчас во всех рецептах.
И Макэлхоун, и Вермье утверждают, коктейль состоит из равных частей коньяка, куантро и лимонного сока (теперь такой вариант именуется «французской школой»). Позже появился рецепт «Сайдкара» «английской школы», опубликованный в книге коктейлей отеля «Савой» (1930), в нём две части коньяка смешивались с одной частью куантро и одной частью лимонного сока.